# Hesdin-la-Forêt
Hesdin-la-Forêt község Franciaország Hauts-de-France régiójában, Pas-de-Calais megyében. Új községként 2025. január 1-jén jött létre Hesdin, Huby-Saint-Leu, Marconne és Sainte-Austreberthe korábbi községek egyesítésével. Lakosainak száma 4494 fő (2022. január 1.).

## Népesség
| 2021 | 4 600 |
| 2022 | 4 494 |